# Ángel Justiniano Carranza
Ángel Justiniano Carranza (Buenos Aires, 1834 – Rosario, 11 de maio de 1899) foi um médico, advogado e literato argentino.